# Ministre de la Formation (Écosse)
La liste des ministres écossais de la Formation présente les ministres successifs des gouvernements écossais chargés de ce secteur.

## Liste des ministres
| Nom                                                                | Nom                                                                | Gouvernement                                                       | Début du mandat                                                    | Fin du mandat                                                      |
| Ministre de la Formation, de la Jeunesse et de l'Emploi des femmes | Ministre de la Formation, de la Jeunesse et de l'Emploi des femmes | Ministre de la Formation, de la Jeunesse et de l'Emploi des femmes | Ministre de la Formation, de la Jeunesse et de l'Emploi des femmes | Ministre de la Formation, de la Jeunesse et de l'Emploi des femmes |
| ------------------------------------------------------------------ | ------------------------------------------------------------------ | ------------------------------------------------------------------ | ------------------------------------------------------------------ | ------------------------------------------------------------------ |
|                                                                    | Angela Constance                                                   | Salmond II                                                         | 22 avril 2014                                                      | 19 novembre 2014                                                   |
| Ministre du Travail équitable, du Savoir-faire et de la Formation  |                                                                    |                                                                    |                                                                    |                                                                    |
|                                                                    | Roseanna Cunningham                                                | Sturgeon I                                                         | 19 novembre 2014                                                   | 18 mai 2016                                                        |